# معاملة بالمثل (علم النفس الاجتماعي)

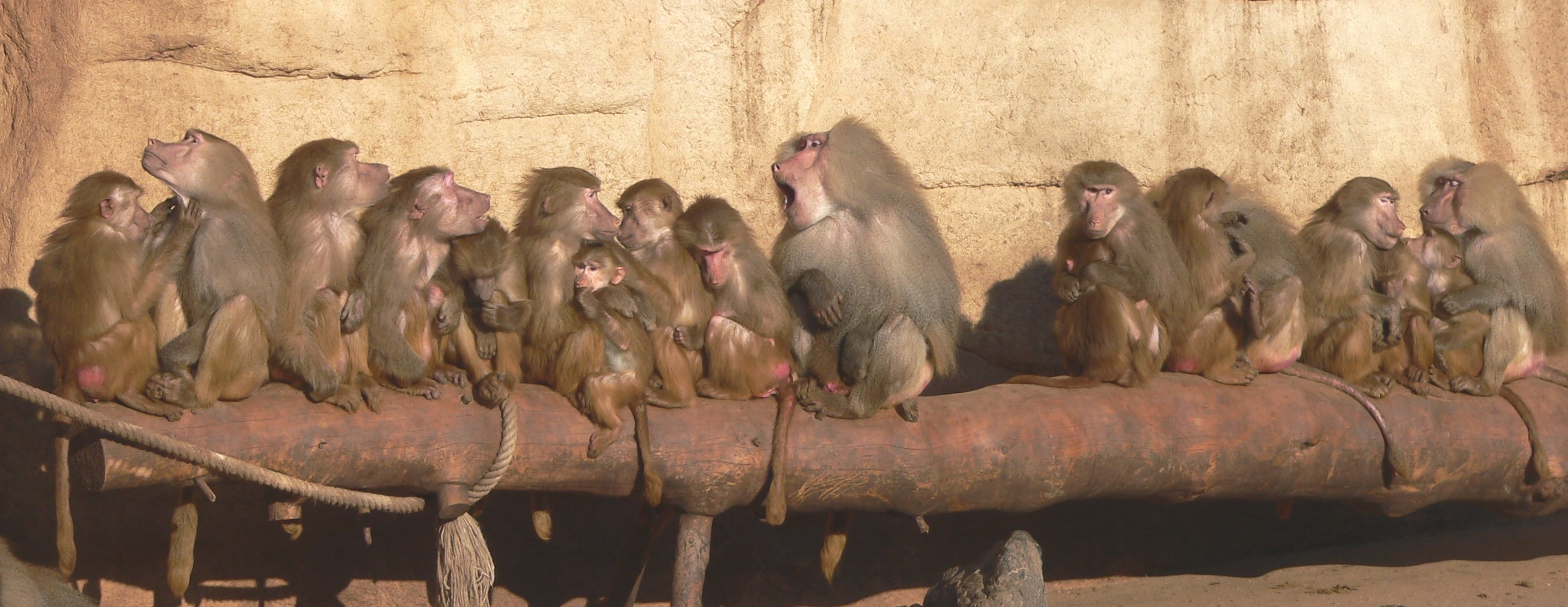

المعاملة بالمثل في علم النفس الاجتماعي مصطلح يشير إلى الرد على فعل إيجابي بفعل إيجابي آخر، كنوع من المكافأة. وكمفهوم اجتماعي، تعني المعاملة بالمثل أنه عند الاستجابة لأفعال تتسم بالمودة، يكون الناس عادة أكثر لطفًا وتعاونًا مما هو متوقع من النموذج القائم على المصلحة الذاتية؛ وعلى العكس عندما يتعرضون لأفعال عدائية، يكونون عادةً أكثر عدوانية، بل ووحشيةً أيضًا.

## المعاملة بالمثل كسلوك
يصنف الناس الفعل بأنه لطيف عن طريق النظر إلى نتائجه، ونوايا فاعله الأساسية أيضًا. فحتى وإن تساوت النتائج، يمكن للنوايا أن تغير من صورة المعاملة بالمثل تجاه الفعل. وتُعَد المعاملة بالمثل أحد العوامل المحددة القوية للسلوك البشري. وتختلف أفعال المعاملة بالمثل عن أفعال الإيثار، إذ إن المعاملة بالمثل لا تنتج سوى من أفعال إيجابية أخرى؛ كما تختلف عن منح الهدايا الاجتماعية من حيث إنها لا تتم أملاً أو توقعًا في ردود أفعال إيجابية مستقبلاً. فينصب التركيز في المعاملة بالمثل على تبادل المعروف أكثر من التفاوض أو التعاقد مع شخص آخر. وفي المعاملة بالمثل، يمكن لمعروف صغير أن يتسبب في التزام بمعروف بمقابل أكبر. وهذا الالتزام يسمح بمقابلة الفعل بفعل مماثل. ونظرًا للشعور بالالتزام المستقبلي مع المعاملة بالمثل، يمكن أن تساعد هذه المعاملة في إقامة علاقات مع الناس والاستمرار فيها. وترجع فكرة المعاملة بالمثل إلى أن الناس يتعلمون منذ صغر سنهم رد المعروف، وأن التخلي عن هذا الخلُق سيلحق بهم الوصمة الاجتماعية لنكران الجميل.
والمعاملة بالمثل كنوع من الالتزام الاجتماعي يدعو لأعمال مستقبلية خيّرة يمكن ملاحظتها في الكلمة اليابانية المرادفة لكلمة «شكرًا»، وهي "sumimasen". فتعني هذه الكلمة «هذا لن ينتهي» وتنعكس، كذلك، في الكلمة البلغارية المرادفة لكلمة «شكرًا»، وهي "Благо-даря" (blago-dariya)، وهي تعني «سأرد ذلك بالخير».

### المعاملة بالمثل الإيجابية (رد الجميل) والسلبية
تُسمَى نزعات المعاملة بالمثل التعاونية، أي الميل لرد الفعل بشكل تعاوني، باسم «المعاملة بالمثل الإيجابية». على الجانب الآخر، تُسمَى النزعات الانتقامية، أي محاولة رد الفعل بإلحاق الأذى بالآخر، بالمعاملة بالمثل السلبية. وعلى عكس السلوك «التعاوني» أو «الانتقامي» في التفاعلات المتكررة، تُعَد المعاملة بالمثل رد فعل داخليًا لأفعال مؤذية أو مفيدة دون توقع فاعلها لأي مكاسب مادية.
ومن الأمثلة على المعاملة بالمثل الإيجابية حصول النادلات المبتسمات على إكراميات أكثر بكثير من النادلات الأقل لطفًا (تيد ولوتشارد، 1978)؛ والحصول على هدايا بسيطة مقابل المساهمات في الأعمال الخيرية، واستخدام العينات المجانية لمنتج معين في محلات السوبر ماركت (تشالديني، 1993).

## تجربة دينيس ريجان حول رد المعروف
إن أفعال المعاملة بالمثل مهمة في علم النفس الاجتماعي، إذ إنها يمكن أن تساعد في تفسير إصلاح الأعراف الاجتماعية. والمعاملة بالمثل قوية لدرجة أنها قد تجعل الشخص يشعر بالالتزام برد المعروف بغض النظر عما إذا كان معجبًا بالشخص الذي قدم له هذا المعروف في المقام الأول، أو حتى إذا لم يكن يرغب في هذا المعروف. وهذا ما أوضحته تجربة أجراها دينيس ريجان في عام 1971. ظن الخاضعون لتجربة ريجان أنهم يشاركون في تجربة عن «تذوق الفن» مع وجود شخص معهم كان في الحقيقة مساعد ريجان. وفي التجربة، كان ذلك المساعد يختفي لمدة دقيقتين ليحضر معه بعد ذلك مشروبًا غازيًا للشخص الخاضع للتجربة. وبعد انتهاء تجربة «تذوق الفن»، طلب المساعد من الخاضعين للدراسة شراء تذاكر يناصيب له. وتصرف المساعد على النحو نفسه بالضبط في المجموعة الضابطة، لكنه لم يشتر للشخص الخاضع للدارسة مشروبًا. وكانت النتيجة أن مَن حصلوا على معروف متمثل في المشروب الغازي اشتروا عددًا أكبر من تذاكر اليانصيب مقارنةً بمن كانوا في المجموعة الضابطة، رغم حقيقة أنهم لم يبغوا الحصول على المشروب من البداية. طلب ريجان، كذلك، من الخاضعين للدارسة ملء استبيانات للرأي بعد الانتهاء من التجربة، وتوصل إلى أن إعجابهم بالمساعد من عدمه لم يكن له أي تأثير على عدد التذاكر التي ابتاعوها. لكن تتمثل إحدى المشكلات المتعلقة بالمعاملة بالمثل في الفائدة غير المتساوية التي يتم جنيها من مفهوم تنازلات المعاملة بالمثل. فالعبء النفسي المتمثل في رد المعروف يزعج بعض الناس أكثر من غيرهم، مما يجعل بعضهم يبالغون في رد المعروف بما هو أكثر مما حصلوا عليه في البداية. ففي دراسة ريجان، دفع الخاضعون للتجربة مبلغًا أكبر من المال مقابل التذاكر مقارنةً بتكلفة المشروب الغازي (الذي لم يطلبوا الحصول عليه).

## تجارب المصلحة العامة
في تجارب المصلحة العامة، أوضح علماء الاقتصاد السلوكي أن إمكانية أفعال المعاملة بالمثل لدى اللاعبين تُزيد من معدل المساهمة في المصلحة العامة، مما يثبت أهمية المعاملة بالمثل في المواقف الاجتماعية.

## التنازلات
قد تكون التنازلات دافعًا لرد المعروف من الآخرين. وإحدى صور المعاملة بالمثل «تنازلات المعاملة بالمثل» التي يخفض فيها الطالب من طلبه الأولي، مما يزيد من احتمال موافقة المستجيب على الطلب الثاني. ويوافق المستجيب في هذه الحالات لأن الطالب قد خفض من طلبه، مقدمًا تنازلاً للمستجيب. فيواجه المستجيب بذلك التزامًا اجتماعيًا بتقديم تنازل كرد معروف للطالب، ومن ثم الموافقة على الطلب الثاني الأقل قدرًا. ومن الأمثلة التي قدمها روبرت تشالديني في كتابه Influence: Science and Practice (التأثير: علم وممارسة) فتى صغير يطلب من تشالديني شراء تذاكر للسيرك (الطلب الأولي). وعندما رفض تشالديني تنفيذ الطلب، خفض الفتى أو «تنازل» عن طلبه ليصير شراء بعض قطع الحلوى فحسب. وأمام هذا التنازل من الفتى، شعر تشالديني بالالتزام «برد المعروف» (المعاملة بالمِثل)، ووافق على هذا الطلب الثاني.